# Gairsoppa (schip, 1919)
Het SS Gairsoppa was een Brits stoomschip, gebouwd bij Palmer’s Co, Newcastle. het werd tewater gelaten op 12 augustus 1919 onder de naam War Roebuck. Het werd in oktober van dat jaar vernoemd naar Gairsoppa, ter ere van deze watervallen in zuid-west India van die naam. Het schip had een lengte van 125 meter, was 16 meter breed en had een diepgang van 8,6 meter. Het mat 5.237 ton. De Gairsoppa voer voor de British India Steam Navigation Company  en vervoerde kostbare lading in de Pacific en Indische Oceaan.
In de Tweede Wereldoorlog werd het op 17 februari 1941 op 300 mijl afstand van Ierland door een Duitse U-boot met een torpedo getroffen en tot zinken gebracht. In 2012 werd het wrak gevonden. Het lag op 4,7 kilometer diepte in de Atlantische Oceaan. De bergers van het Amerikaanse bedrijf Odyssey Marine Exploration troffen aan boord 48 ton zilver aan, met een totale waarde van 37 miljoen Amerikaanse dollar.